# Aleksandr Żytinski
Aleksandr Nikołajewicz Żytinski (ros. Алекса́ндр Никола́евич Жити́нский; ur. 19 stycznia 1941 w Symferopolu, zm. 25 stycznia 2012 w Finlandii) – rosyjski pisarz i dziennikarz. Założył wydawnictwo "Nowyj Gielikon".
Ukończył politechnikę w Leningradzie. Początkowo pracował na uczelni w jednym z leningradzkich instytutów naukowych. Porzucił karierę naukową na rzecz działalności pisarskiej.
Pochowany na Cmentarzu Komarowskim w Petersburgu.

## Nagrody
- 2006: Brązowy Ślimak (mikropowieść Sprositie waszy duszy)
- 2008: ABS-Priemija (powieść Gosudar´ wsieja Sieti)
- 2012: Połdień (proza Pływun)